# Arnulf Koroški
Arnulf Koroški ali Arnulf Karantanski, včasih tudi Arnolf in Arnold, iz plemiške družine Karolingov, je bil od leta 887 kralj Vzhodnofrankovskega kraljestva in od 896 do 899 cesar Svetega rimskega cesarstva, * okoli 850, † 8. december 899, Regensburg. 
Arnulfov predhodnik Karel Debeli je za kratek čas pod svojo oblastjo združil vsa tri frankovska kraljestva v državo iz časa Karla Velikega. Karla Debelega je Arnulf s pomočjo Bavarcev, Frankov, Sasov, Turingijcev in Alemanov strmoglavil ter sam prevzel kraljevanje. Arnulf je svojo oblast omejil na Vzhodno Frankovsko svojega starega očeta Ludvika Nemškega, medtem ko so v preostalih delih frankovskega cesarstva kot kralji vladali njemu podrejeni veljaki. Do leta 888 je Arnulfu uspelo utrditi svojo oblast nad Loreno in cesarsko Italijo. Z zmago pri Dijlu pri Louvainu leta 891 so se vpadi Normanov v Vzhodno Frankovsko končali. Stabilnost v državi je spodbudila vzpon Otonov, ki so nekaj desetletij kasneje postali cesarska rodbina. Arnulfov pakt z Madžari, ki so v 10. stoletju postali največja grožnja vzhodnofrankovskemu imperiju, je zasenčil Arnulfovo pozitivno podobo pri potomcih. Arnulf je bil leta 896 v Rimu okronan za cesarja Svetega rimskega cesarstva. V njegovem času je Regensburg dosegel svoj vrh kot središče moči v Vzhodni Frankovski. 

## Življenje

### Poreklo
Arnulf je izhajal iz karolinške družine, ki je od leta 751 nosila frankovski kraljevi naslov. Bil je nezakonski sin vzhodnofrankovskega kralja Karlmana Bavarskega s plemkinjo Liutsvindo, katere poreklo je negotovo. Bil je prapravnuk Karla Velikega in vnuk Ludvika Nemškega. Regino Prümski in Notker sta njegovo mater potrdila in jo naslovila z "nobilissima femina" (zelo plemenita gospa). Raziskave so pokazale, da je bila mati iz družine Luitpoldingov,  vendar so jo uvrščali tudi med Ebersbergerje in Sighardingerje. Karlman je pozneje zavrnil Liutsvindo in se pred letom 861 poročil z neznano hčerko mejnega grofa Ernsta. Ta zakon je ostal brez otrok.
Po mnenju Brigitte Kasten rojstvo izven zakona v karolinškem obdobju ni bilo izključitveni kriterij za nasledstvo. Pri nasledstvu je bila bolj kot to pomembna ohranitev oblasti. Nedavne raziskave so pokazale, da je vladarska avtoriteta zunajzakonskega vladarja manj temeljila na njegovem poreklu kot na njegovi sposobnosti vključitve v aristokratsko družbo. Arnulfovo nezakonsko rojstvo je bilo med zgodovinarji potisnjeno v ozadje. Po drugi strani so nekateri zgodovinarji, med njimi Matthias Becher, poskušali dokazati, da je bil Arnulf v zakonu rojen otrok.
Ludvik Nemški je leta 856 poslal svojega sina Karlmana v Bavarsko marko, da bi jo postavil pod svojo oblast. Karlman je na Bavarskem vodil svojo neodvisno politiko, v kateri je Ludvik videl upor. Karlman je leta 858 na lastno pobudo sklenil mir z Rastislavom Moravskim, proti kateremu so se Vzhodni Franki bojevali že leta. Naslednja leta sta zaznamovala upor in sprava med očetom in sinom, vendar se je Ludvik šele leta 865 dokončno pomiril s Karlmanom. Po Ludvikovi smrti je Karlman leta 876 prejel Bavarsko, Panonijo in Karantanijo ter slovanske kneževine. Pomembno središče oblasti na tem ozemlju je bila cesarska palača Mosaburg, ki se je verjetno nahajala v današnjem Zalavárju na jugozahodu Madžarske, tedanjem glavnem mestu kneževine Spodnja Panonija, kjer je bila v teh letih zgrajena kamnita palača. Arnulfov Mosaburg so pogosto istovetili z Arnulfsfestom v koroški občini Moosburg. O njem se je razpravljalo tudi kot o možnem  Arnulfovem rojstnem kraju. Glede na bavarsko poreklo Arnulfove matere je bolj verjetno, da je bil rojen na Bavarskem, morda v Regensburgu.

### Odvzem oblasti Karlu III. in Arnulfova izvolitev za kralja
Vladavina Ludvika Nemškega je bila nenavadno dolga, saj je trajala  petdeset let. To je pomenilo, da so njegovi sinovi prišli na oblast šele v relativno visoki starosti. Z njegovo smrtjo leta 876 se je v Vzhodni Frankovski začel niz kratkih vladavin njegovih naslednikov. Zaradi več nepričakovanih smrti se je število kandidatov za prestol zmanjšalo. Starejša sinova Ludvika Nemškega, Karlman in Ludvik Mlajši, sta umrla leta 880, pri čemer je Ludvik Mlajši pred svojo smrtjo izgubil dva sinova: Ludvika († 879) in Huga († 880). Vse to je omogočilo Karlu III. Debelemu, najmlajšemu sinu Ludvika Nemškega, da je pod svojo oblastjo za kratek čas združil vsa tri frankovska kraljestva v staro Frankovsko cesarstvo. Z vidika vzhodnofrankovskih vladarjev so hitre menjave vladarjev ter Karlovo dolgotrajno bivanje v Italiji in Zahodni Frankovski ogrozili kontinuiteto oblasti. Karlov zakon z Alemanko Rihgardo je ostal brez otrok, tako da sta za vzhodnofrankovski prestol ostala samo dva kandidata – nezakonska kraljeva sinova Arnulf in Bernhard iz rodu Ludvika Nemškega. Karel se je očitno strogo vzdržal dajanja prednosti Arnulfu kot svojemu nasledniku, saj ga ni omenil v nobenem od svojih dokumentov.  Maja 887 je posvojil komaj šestletnega Ludvika, sina Bosona Provansalskega, ki je umrl januarja tistega leta. Njega samega so takrat že nekaj časa mučili hudi napadi bolezni in vse večja slabost. Očitno je slutil, da ne bo dolgo živel, saj so v njegovih listinah od okoli leta 885 opazne številne določbe za njegov dušni spomin. Bolezen, grožnje Normanov, Slovanov in Moravcev ter nerešeno vprašanje nasledstva so omajali Karlovo oblast v cesarstvu. 
Ko naj bi se novembra 887 v Triburju sestal cesarski zbor, je bila  Karlova nezmožnost vladanja že očitna in veliko velikašev se zbora zato ni udeležilo. Bojkot takšnih razsežnosti je de facto pomenil prekinitev njihove lojalnosti. Po mnenju Simona MacLeana (2003) za Karlov padec ni bil odločilen njegov osebni neuspeh ali njegova bolezen, ampak strukturne pomanjkljivostih nezadostno institucionaliziranega vladajočega aparata. V virih se včasih namiguje na dolgo pripravljano zaroto plemiških krogov, ki je pravzaprav ni bilo. Leta 2009 je Achim Thomas Hack preučil kraljevo pot, njegovo pripravljenost vladati sporazumno z velikaši in ohranjene dokumente iz zadnjih 13 mesecev pred njegovim padcem, pri čemer ni odkril nobenega poslabšanja Karlovega izvajanja oblasti.
Zaradi kraljeve starosti ter njegovih političnih in vojaških kvalifikacij so vzhodnofrankovski plemiči bolj zaupali Arnulfu kot Bernhardu, rojenemu okoli leta 876, zato so se mu poklonili kot svojemu novemu kralju. Sodobni zgodovinarji so ta korak videli kot prelomnico. Bavarsko nadaljevanje Fuldskih letopisov ugotavlja, da so se v Evropi pojavili številni mali kralji (reguli). Leta 888 se je kraljestva polastilo šest nekarolinških pretendentov: v Zahodni Frankovski Robertinec Odo, v Zgornji Burgundiji Gvelf Rudolf, v Italiji Berengar Furlanski in Vido Spoletski, v Spodnji Burgundiji Ludvik III. in v Akvitaniji Ramnulf Poitierski. Vsi, razen Vida, so se poklonili Arnulfu, on pa jih je priznal za vladarje v njihovih domenah. Arnulf ni imel nobenih zahtev po oblasti zunaj Vzhodnofrankovskega kraljestva.
Arnulf je moral podjarmiti preostale cesarjeve pristaše, včasih s silo, včasih tudi samo  z grožnjami, častmi ali koncesijami. Zadnja Karlova listina ima datum 17. november, prva Arnulfova pa 27. november 887. Po Hagenu Kellerju je Arnulfova dejanska izvolitev potekala šele sredi decembra 887 v Forchheimu. Z izvolitvijo v Forchheimu je Arnulf utemeljil tradicijo stalne lokacije za volitve kraljev. V Forchheimuje dokumentiran 11. in 12. decembra 887. Odstavljeni Karel je umrl osamljen in zapuščen 13. januarja 888 v Neudingenu v Alemaniji. Z de facto omejitvijo svoje oblasti na Vzhodno Frankovsko je Arnulf utrl pot ustanovitvi nekarolinških vladajočih rodbin v drugih delih Frankovskega cesarstva. V začetku leta 888 je v Regensburgu sprejel velikaše iz Bavarske, Vzhodne Frankovske, Saške, Turingije in Alemanije ter številne Slovane. V drugi polovici leta se je postopoma začel predstavljati kot nesporni gospodar celotnega cesarstva. Reguli, ki jih je sprejel, bi morali spoštovati njegovo formalno suverenost. Posledično mu je "kot priznanemu potomcu Karla Velikega uspelo obdržati ohlapno premoč nad tistimi, ki so se sedaj imenovali kralji".
Bernhard, nezakonski sin Karla Debelega, se je leta 890 v Alemaniji s podporo duhovnih in posvetnih veljakov uprl Arnulfu. Med vidnimi udeleženci tega upora so bili opat Bernhard iz St. Gallena, duhovnik Isanrih in Udalrih, ki je imel v posesti več alemanskih grofij in je bil sin nečaka Ludvika Nemškega. Upor je bil zatrt, Bernhardovi privrženci pa so izgubili položaje in nekaj premoženja. Bernhard je preko Retije pobegnil v Italijo, kjer ga je leta 891 ubil retski mejni grof Rudolf.

### Struktura oblasti

#### Politika do posvetnih in duhovnih mogotcev
Od 19. stoletja so starejše ustavnozgodovinske raziskave  v Karolingih videle vrh vladajoče združbe, hierarhično usmerjene k osebi kralja. Z današnje perspektive je bila v teh raziskavah moč kralja precenjena, ker ni bil edini dominantni vladar. Njegova naloga je bila, da z dekreti in njihovim izvajanjem naredi red v zapleteni strukturi oblasti. Karolinškemu kralju je manjkal institucionalni državni aparat. Druge vladarje je moral pridobiti k sodelovanju s soglasjem (konsenzualno pravilo). Težave je bilo, zaradi velikosti cesarstva in slabih prometnih povezav, kljub živahni pisni in ustni izmenjavi preko glasnikov, mogoče reševati le z osebnimi srečanji z udeležbo vseh pomembnih oseb. Soglasje je bilo praviloma doseženo v zaupnih razpravah z omejenim številom udeležencev. Kralj je z darili, obljubami in grožnjami lahko vplival na izid pogajanj sebi v prid. Svoje privržence je moral za zvestobo primerno nagraditi. Ohranjenih je veliko Arnulfovih darovnic bavarskim plemičem. Z vzpostavitvijo konsenza je vladar dokazal svojo sposobnost združevanja. Skupina plemičev, ki mu je pomagala odločati, je bila relativno majhna. Od 150 do 200 duhovnih in posvetnih veljakov v Vzhodnofrankovskem cesarstvu jih je le delček sodeloval pri pomembnih političnih odločitvah. Mreže odnosov s kraljem so se nenehno spreminjale. Liutvard Vercelski, ki je pod Karlom III. zasedal izjemen zaupanja vreden položaj, po njegovem padcu ni imel več nobene pomembne vloge. Ob Arnulfu je omenjen le enkrat, poleti 888, in to v povsem nepomembnem položaju.Arnulfov najbližji zaupnik med posvetnimi veljaki je bil Liutpold Bavarski, ki je najprej leta 893 postal karantanski grof, nato pa prevzel vodilni položaj na celotnem ozemlju Bavarske Marke.
Čeprav je bilo Vzhodna Frankovska, tako kot Zahodna, uradno pod kraljevo oblastjo, ni rečeno, da je vladal on osebno, ampak je vladala celotna karolinška družina. Po razumevanju velikih imperijev je frankovski imperij predstavljal neodvisno entiteto, ki je bila v končni fazi pod nadzorom vladajočega plemiškega razreda. Plemstvo je načeloma imelo pravico doseči ne le strmoglavljenje vladarja, ampak tudi spremembo dinastije. Odstopi vladarjev in "vabila" k prevzemu oblasti v poznem karolinškem obdobju niso bila le občasna. Ko so zahodnofrankovski veljaki leta 888 Arnulfu ponudili tamkajšnji prestol, ker karolinškega prestolonaslednika zaradi njegove nezrelosti niso hoteli sprejeti, je prestol zavrnil. Veljaki so namesto njega na prestol povabili nekarolinškega pretendenta Oda. Odo je bil po izvolitvi že februarja okronan za kralja. Drugič je bil okronan novembra 888 v Reimsu s krono, ki jo je prejel od Arnulfa.
Od Arnulfovih 176 ohranjenih dokumentov jih je bilo 72 izdanih v prvih dveh letih njegove vladavine od 27. novembra 887 do 8. decembra 889. Iz prvih sto dni vladanja od 27. novembra 887 do 23. februarja 888 je ohranjenih 18 kraljevih dokumentov. Tako velikega števila dokumentov v prvih treh mesecih vladanja ni izdal noben drug  zgodnjesrednjeveški vladar. Geoffrey Koziol meni, da so prejšnje raziskave podcenjevale pomen karolinškega dokumentnega sistema. Karolinških dokumentov se ne sme jemati zgolj kot pravne akte, potrebne za delovanje državne uprave, ampak tudi kot pomembne akte reprezentacije oblasti in osrednje medije za zagotavljanje oblasti. Pomembni so bili tudi kot sredstvo legitimacije pri nasledstvu oblasti in služili za izgradnjo odnosov z vplivnimi posvetnimi in cerkvenimi pomembneži. Za vzpostavitev oblasti in izgubo legitimnosti so bili pomembni predvsem prvi in zadnji kraljevi dokument.
Delež posvetnih prejemnikov je s 27 odstotki bistveno višji od deleža Ludvika Nemškega, Ludvika Mlajšega ali Karla III. Arnulf, ki je prišel na oblast z uporom, si je poskušal pridobiti naklonjenost s pomočjo številnih darovnic posvetnim prejemnikom. V prvem letu vladanja je bilo veliko beneficij duhovnim in posvetnim veljakom podeljenih zlasti na jugovzhodu cesarstva. Med prejemniki je bilo 130 duhovnih. Za samostane je bilo izdanih 53 listin. St. Gallen je bil še posebej obdarovan s šestimi certifikati. Reichenau in Fulda sta prejela po štiri, Lorsch in Metten po tri in Corvey, Gandersheim, Prüm, St. Maximin pri Trieru, St. Arnolf v Metzu, Ötting in Kremsmünster pa po dva certifikata. Druga velika skupina prejemnikov s 37 dokumenti so bile škofijske cerkve in škofije. Deset listin je bilo izdanim nadškofom in škofom in 22 posameznim cerkvam ali kapelam. Arnulf je zlasti obdaril cerkvene ustanove zunaj Bavarske, da bi si zagotovil njihovo podporo. Poudarek je  bil na Alemaniji (St. Gallen in Reichenau) in Loreni.
Arnulf je poskušal doseči ravnotežje moči med posameznimi interesnimi skupinami v cesarstvu. Na začetku svoje vladavine se je opiral predvsem na Konradine z velikim bogastvom v Vzhodni Frankovski in Loreni. Vrhunec te politike, s katero je želel zmanjšati vpliv Babenberžanov, je bila zasedba würzburške škofije, ki jo je dobil  najmlajši Konradin Rudolf. Posledično so Konradini postali  najmočnejša plemiška družina v cesarstvu. Od leta 892 do okoli leta 895 so Konradini izgubili nekaj kraljeva naklonjenosti in so morali opustiti svoje ambicije.
Sinode so bile posebnega pomena za tesno sodelovanje kralja s škofi. Med letoma 873 in 887 kljub različnim prizadevanjem ni prišlo do nobenega zborovanja škofov. Pod Arnulfom se je število sinod in njihovih resolucij povečalo.  V njegovem času je bilo od leta 888 do 895 šest sinod. Pri sklicu teh škofovskih srečanj je imel pomembno vlogo kralj in jih je lahko uporabil za predstavitev svoje moči.  Škofje so poskušali ohraniti dobre odnose z njim najpozneje od leta 888. Arnulf je dosegel vrhunec svoje avtoritete leta 895 na sinodi v Treburju.

#### Potovanja in najljubši lokaciji
Učinkovitost vladanja je bila v veliki meri odvisna od kraljeve osebne prisotnosti med zelo majhno skupino uglednih vladarjev. Da bi vzpostavil stike, potrebne za doseganje soglasij, je moral imeti  kralj čim pogosteje osebna srečanja z velikaši. Predolga odsotnost je pomenila nevarnost odtujitve, zlasti vladarjev v oddaljenih regijah. Regensburški nadaljevalec Fuldskih letopisov je kritično opozoril, da je Arnulf predolgo ostal v Regensburgu. Karolinški kralji so potovali predvsem po Pfalški. Kraljev načrt potovanj so določale predvsem trenutne politične potrebe in vladarjevo trenutno zdravstveno stanje. V nasprotju s svojimi predhodniki je Arnulf zapustil Vzhodnofrankovsko cesarstvo samo med dvema  pohodoma proti Moravcem leta 892 in 893 in dvema pohodoma v Italijo leta 894 in 895/896).
Pod Arnulfom se je težišče Vzhodnofrankovskega cesarstva od leta 888 premikalo. V zgodnjih letih vladavine se je zadrževal večinoma le v njegovi najljubši Alemaniji, potem pa se je tja vrnil šele  na poti nazaj iz Burgundije spomladi 894. Posebno pomembna je bila Bavarska, središče očetove vladavine, in Regensburg se je pod Arnolfom razvil v izjemno središče moči. V Regensburgu je bila izdana približno tretjina njegovih listin. V Regensburgu so bili tudi štirje cesarski zbori leta 887/888, 895, 897 in 899. V neposredni bližini regensburške opatije sv. Emerama je začel graditi svojo cesarsko palačo. Po besedah zgodovinarja Petra Schmida je želel v Regensburgu "ustvariti idealno središče svojega imperija" s kraljevo palačo, čaščenjem sv. Emerama kot zavetnika cesarstva in svetnikovo stolnico kot grobnico karolinških vladarjev.   Največkrat, dvaindvajsetkrat, je bival prav v Regensburgu. Tam je bil vsako leto  njegovega vladanja. Tam je tudi  trikrat prezimoval in šestkrat praznoval Veliko noč. Regensburgu je sledil Frankfurt z enajstimi bivanji, a se je kljub temu osredotočil predvsem na Bavarsko. Za razliko od svojega očeta Karlmana  kljub temu ni imel naslova bavarskega kralja (rex Baiuvorum).
Primerjava izdanih dokumentov v nasprotju z njegovimi potovanji kaže, da njegovi osebni stiki nikakor niso bili omejeni na osrednje politične regije. Saško je obiskal samo enkrat, vendar so od tam stalno prihajali predstavniki s svojimi željami in zahtevami.

#### Državna pisarna in dvorna kapela
S padcem Karla III. je propadla tudi njegova državna pisarna. Arnulf je začel vladavino brez lastne pravne službe, zato je bil velik del izdajanja dokumentov prenesen na prejemnike. Velik vpliv na poslovanje pisarne je od leta 888 do 891 imel regensburški diakon Aspert. Po Aspertovem imenovanju za regensburškega škofa julija 891 je večjo vlogo v sistemu izdajanja dokumentov do marca 893 dobil notar Engilpero. Posle v dvorni pisarni so dejansko opravljali številni priložnostni pisarji, zato je zasnova dokumentov zelo različna. Dokumenti, izdani po Arnulfovem  kronanju, kažejo nov slog. Po možganski kapi leta 896 in nagli vrnitvi s potovanja v Rim je v sistemu nastalo nekaj manjših sprememb.
Dvorna kapela je bila odgovorna za pastoralo in opravljanje cerkvenih obredov. Arnulf je od Karla III. prevzel številne dvorne kapelane. Več članov dvorne kapele je bilo povišanih v škofe v Vzhodni Frankovski. Salomon je leta 890 postal škof Konstance in opat St. Gallena, dvorni kaplan Hatto pa je leta 888 postal opat v Reichenauu in leta 891 nadškof v Mainzu. Arnulf je na vodstvene položaje povzdignil ljudi, ki mu na začetku vladanja niso bili prav blizu. Švabska opatija Kempten je bila leta 889 prenesena na freisinškega škofa in Salomonovega brata Walda. Arnulf je upal, da bodo takšna povišanja na duhovniške položaje povzročila zvestobo uradnikov in njihovih družin njemu kot vladarju.

#### Normani
V 9. stoletju so Normani večkrat vdrli v Frankovsko cesarstvo. Leta 881 so oplenili Maastricht, Tongeren in Liège. Redke uspehe v obrambi so dosegle predvsem regionalne sile pod vodstvom njihovih plemičev in škofov, medtem ko je bil Karel III. proti njim vojaško neuspešen. Karel je šele poleti 882 z bogatimi darovi dosegel umik zavojevalcev iz njihovega oporišča v Asseltu severno od Roermonda. Sodobniki so darila razlagali kot plačilo davka in dokaz njegove nesposobnosti. Arnulf je poleti 882 sodeloval v eni od Karlovih akcij proti Normanom. 
Poleti 891 se je Arnulf z vojsko najprej preselil v Arras in nato v Leuven in z zmago pri Dijleju dokončno prekinil napade Normanov na Vzhodno Frankovsko. Normani so se od takrat naprej osredotočili na Zahodno Frankovsko, kar je omogočilo konsolidacijo severnega dela Arnulfovega imperija.

#### Pohod proti Moravcem in pakt z Madžari
Velikomoravska je bila  v drugi polovici 9. stoletja med najnevarnejšimi nasprotniki Vzhodnofrankovskega cesarstva. Moravski vladarji Mojmir I., Rastislav in Svetopolk I. so se desetletja poskušali otresti frankovski nadoblasti in zgraditi svoje  kraljestvo. Do sporov je prihajalo, ker je obe strani zanimala Spodnja Panonija. V Forchheimu je bil leta 874 sklenjen mir med Vzhodnim frankovskim cesarstvom in Velikomoravsko, ki je menda trajal deset let. V tem času vsekakor ni bilo zabeleženih nobenih vojaških spopadov. Ko je leta 876 prišel na oblast v Karantaniji in Panoniji, je Arnulf ohranil dobre odnose z moravskim knezom Svetopolkom I., ki je že okoli leta 870/871 postal boter Arnulfovemu sinu Cventiboldu. Po izvolitvi za kralja je Arnulf sprva želel skleniti mir s Svetopolkom in mu spomladi 890  prepustil suverenost nad Češko. Mirovni sporazum, obnovljen leta 891, je trajala le kratek čas. Arnulfova veličastna zmaga nad Normani mu je namreč omogočila, da je utrdil svojo oblast v Vzhodni Frankovski in začel vojno proti Svetopolku, da bi okrepil svoj položaj  na vzhodu in ponovno zavzel izgubljena ozemlja. Pohodi so se začeli poleti 892 in 893. Po Svetopolkovi smrti leta 894 se je uspel pomiriti s svojimi sinovi. 
V bojih proti Moravcem in v daljni Italiji se je Arnulf opiral na Madžare kot svoje zaveznike. Pozneje so ga zato obtožili, da je on pripeljal Madžare v Frankovsko cesarstvo in da je vso Evropo prepustil na milost in nemilost madžarskemu plenjenju. Med sodobnimi avtorji teh obtožb ni mogoče najti, ker Madžari ob sklenitvi zavezništva leta 892 še niso bili sosedje Vzhodnofrankovskega cesarstva in zato niso predstavljali neposredne grožnje. Svoje zavezniške obveznosti so Madžari spoštovali  do Arnulfove smrti in šele nato so začeli plenilske pohode na ozemlje severno in južno od Alp.

#### Saška
Saška je bila eno od oddaljenih ozemelj Vzhodne Frankovske. Arnulf se je tam zadrževal samo enkrat, ko je leta 889 postavil izhodišče svoje prve večje, a neuspešne kampanje proti Obodritom. Arnulf sam je Saško označil kot periferijo. Od 176 izdanih dokumentov jih je  bilo le 12,5 odstotka naslovljenih na saške prejemnike. To pravzaprav ni bilo tako malo, ker je bilo med vladavinama Karla Velikega in Ludvika Pobožnega nanje naslovljenih le 0,91 oziroma 3,2 odstotka.
Saška je ob koncu 9. stoletja kljub temu ostala sestavni del cesarstva. Plemstvo in episkopat na Saškem sta priznala Arnulfovo oblast in iskala kraljevo zaščito. Škofje, ki jih je imenoval kralj, so se udeleževali cesarskih zborih in sodelovali v njegovih vojaških pohodih. Arnulf jih je za zvestobo seveda primerno nagradil.
Nadvlada kasnejše kraljeve družine Liudolfingov na Saškem pod Arnulfom ni dokazana. V 9. in zgodnjem 10. stoletju so se za prevlado v vzhodni Frankoniji, na Saškem in Turingiji bojevale različne plemiške družine. Liudolfing Oton Slavni je zmagal šele okoli leta 900, čeprav je imela njegova družina že prej velik ugled in močan položaj v jugovzhodni Saški in severni Turingiji. Slednje je Arnulfa morda prepričalo, da je svojega sina Cventibolda poročil z Otonovo hčerko Odo. Odnosi med Arnulfom in Otonom so bili kljub temu polni nihanj, ker je karolinški kralj v Turingiji začasno spodbudil napredovanje Konradinov, ki so bili sovražniki tako Babenberžanov kot Liudolfingov.

#### Lotaringija
Lotaringija  je bila več let razdrobljena. Po padcu Karla III. so Welfi so poskušali uporabiti Rudolfa I. Burgundskega, da bi tam prevzeli oblast. Arnulf se je nato preselil iz Renske Frankonije v Alzacijo in s pomočjo alemanske vojske uspel zavarovati Lotaringijo. Rudolf je bil priznan za kralja Zgornje Burgundije in dobil v posest zahodne Alpe in njihovo predgorje. Od leta 895 do 900 je imela Lotaringija svojega kralja, Arnulfovega sina Cventibolda. To je bilo prvič, da je celotno kraljestvo vodil en sam človek. Arnulf se od takrat ni več pojavil v Lotaringiji. Po sinovem prihodu na prestol ga Lotaringija očitno ni več zanimala.

#### Italija
V Italiji so bile frankovske družine prvotno na strani Karolingov, ko so se ukoreninile, pa so se začele boriti proti njim za svojo samostojnost. V začetku leta 888 je bil za kralja Italije okronan Berengar I. Furlanski. Arnulf se je z njim uspel dogovoriti za kompromis, drugi pretendent na italijanski prestol, Gvido III. Spoletski, pa je kompromis zavrnil. Arnulf ni sprejel povabila papeža Štefana V., da bi prišel v Rim. Papež je nato Vida okronal za prvega nekarolinškega cesarja Svetega rimskega cesarstva, na Veliko noč pa je Gvidov sin Lambert II. Spoletski postal socesar. 
Jeseni leta 893 je papež Arnulfa prosil za pomoč proti tiranu Gvidu, zato se je Arnulf v začetku leta 894 preselil v Italijo in osvojil Bergamo in Pavio. Po vsej severni Italiji si je pridobil veliko spoštovanje in se konec aprila 894 prek Burgundije vrnil domov. 
Oktobra 895 je Arnulf ponovno prečkal Alpe. Soočen z veliko vojsko se je kralj Berengar I. brez boja odpovedal svojemu kraljestvu in se brezpogojno podredil Arnulfu, mestna vrata Rima pa so februarja 896 zanj ostala zaprta. Zaradi nepričakovanega vojaškega izziva se je na skupnem posvetu sestal s celotno vojsko. Vojska mu je obljubila zvestobo in se z javno spovedjo pripravila na napad na mestno obzidje. Obleganje se je začelo še istega dne. Po nasilnih sporih glede svetega Petra je papež Formoz v drugi polovici februarja 896 Arnulfa okronal za cesarja, vendar odpor proti njegovi vladavini še ni bil zlomljen. Arnulf je na poti v Spoleto zbolel in moral zaradi bolezni zapustiti Italijo. Maja se je prek Piacenze in prelaza Brenner vrnil na Bavarsko. V Milanu je kot svojega namestnika pustil sina Ratolda. Ker Ratold ni dobil podpore, je zelo kmalu odšel za očetom na Bavarsko. Zaradi Arnulfovega umika in papeževe smrti aprila 896 se je v Italiji začelo prestrukturiranje moči.

### Družina
Arnolf je imel pred poroko sinova Cventibolda in Ratolda, oba rojena pred letom 889. Z Elinrat je imel hčerko z enakim imenom, ime druge hčerke pa  ni znano. Očitno je imel vsaj tri priležnice. Po splošnih raziskavah je njegova poroka z Odo datirana v leto 888 ali kmalu po njegovem vzponu na kraljevi položaj. Odo se pogosto prišteva med Konradine, ker sta Arnulf in Ludvik Otrok Konradine Konrada starejšega, Konrada mlajšega in Eberharda v svojih diplomah štela za nečake. Oda je imela v posesti dvorec Lahnstein. Konradini so bili poleg Babenberžanov ena najvplivnejših vzhodnofrankovskih družin. Arnulfova poroka je bila namenjena krepitvi njegove oblasti. Jeseni leta 893 je bil v zakonu rojen edini zakoniti otrok Ludvik Otrok, ki je od rojstva veljal za prestolonaslednika. Dejstvo, da je dobil karolinško krstno ime v nasprotju z njegovimi brati, to tudi jasno pove. Arnulfova nezakonska sinova sta kljub temu dobila vsak svoje kraljestvo. Cventibold je postal kralj v Loreni, Italija je bila očitno namenjena Ratoldu. Arnulf je svojo ženo Odo obdaril s številnimi beneficijami. Podaril ji je kraljevi dvor v Veldnu an der Vils in posest v Niersteinu im Wormsgau. Obdaril je tudi svojo priležnico Elinratu.
Arnulf je leta 888 na Krnskem gradu z ženo praznoval njun prvi božič na Koroškem. Oda ga je leta 895/896 spremljala v Rim, vendar noben zapis ne omenja, da je bila okronana za cesarico. Arnulfovih pohodov na Moravsko leta 893 in Italijo leta 894 se ni udeležila. Oda je v Arnulfovih dokumentih omenjena le šestkrat, zato se zdi, da ni imela posebnega vpliva na vladanje.
Arnulfova sinova Ratold in Ludvik Otrok sta ostala neporočena. Za Veliko noč leta 897 se je Cventibold poročil z Liudolfinko Odo, ki mu jo je izbral njegov oče. Razlogi za to niso znani. Možno je, da se je Arnulf s sinovo poroko v to plemiško družino poskušal tesneje povezati s sicer bolj oddaljeno Saško.

### Nasledstveni načrt
Kmalu po prihodu na oblast je imel Arnulf konec maja 889 sestanek v Forchheimu, na katerem naj bi razpravljali o stanju cesarstva (de statu regni). Na srečanju je nameraval za svoja naslednika priznati svoja dva nezakonska sinova Cventibolda in Ratolda, kar je vzbudilo pomisleke med frankovskimi in bavarskimi voditelji. Po Fuldskih letopisih so nekateri Franki na priznanje pristali s pridržkom, da bo veljavno le, če se kralju ne bo rodil zakoniti sin. Zaradi rojstva Ludvika Otroka je Arnulfov poskus, da bi svojega prvorojenega sina Cventibolda postavil za kralja Lorene v Wormsu junija 894, propadel. Vzroki za neuspeh niso natančno znani. Maja naslednjega leta je bil Cventibold vseeno uspešno povzdignjen v kralja "Burgundije in celotnega Lotariškega cesarstva" (in Burgundia et omni Hlotharico). Razen v nasledstvenem načrtu iz leta 889 se Ratold v virih pojavlja le med Arnulfovo vrnitvijo s cesarskega kronanja leta 896.

### Bolezen
Poleti 896 je Arnulfa kmalu po kronanju za cesarja zadela možganska kap, nakar se je vrnil na Bavarsko. Avgusta se je udeležil cesarskega srečanja v Forchheimu, kjer bi ga skoraj ubil balkon, ki se je zrušil. Nesreče, ki so jih povzročile podirajoče se zgradbe, v zgodnjem srednjem veku niso bile redkost. Novembra 896 je v Regensburgu prejel poslanstvo bizantinskega cesarja Leona VI. Božič je praznoval v Altöttingu. 
Zdi se, da se je njegovo zdravstveno stanje nato spet poslabšalo. Zimo leta 896/897 je moral preživeti na Bavarskem, deloma v "tajnih krajih" (secretis locis), kot piše v Fuldskih letopisih. Takšno obnašanje je bilo edinstveno za karolinškega vladarja. Z njim je morda hotel prikriti svojo bolezen ali pa je iskal mir in tišino, da bi ozdravel. 8. junija 897 je v darovnici, namenjeni cerkvi v Wormsu, govoril o lastnem počutju in izrazil upanje, da bodo tovrstne donacije koristile tudi "ozdravitvi naših teles".
Arnulfova bolezen je vse bolj onemogočala aktivno delovanje vlade. V Italiji sta tekmeca Lambert in Berengar razširila svojo oblast severno od Alp in zaupanje v vladarja je opazno upadlo. Število izdanih kraljevih listin se je znatno zmanjšalo. Hkrati se je v tem času močno povečalo število ljudi, ki so se pritoževali nad dokumenti. Medtem ko se je v obdobju pred Arnulfovo boleznijo pritoževala le okoli tretjina plemiških mogotcev, je njihovo število po letu 896 doseglo okoli dve tretjini. Raziskave so pokazale, da so veljaki cesarstva v tem času znatno okrepili svoje položaje. Cesar je spomladi 897 nekoliko okreval in zaradi napetih razmer zahteval, da vzhodnofrankovski plemiči prisežejo zvestobo njegovemu sinčku Ludviku.
Spomladi leta 899 je Arnulf doživel drugo možgansko kap. Postal je nepokreten in je lahko potoval samo z ladjo po Donavi  in ne na konju. Njegovo ženo Odo so leta 899 obtožili nezvestobe, vendar je obtožbo o prešuštvu junija 899 v Regensburgu ovrglo 72 zapriseženih  ljudi. Javno ponižanje Ode kot matere mladoletnega kralja je bilo namenjeno njeni izključitvi iz  prihodnjih razprav o nasledstvu prestola. Približno v istem času, ko je potekalo sojenje Odi, je cesar ponovno zbolel. Bolezen so tokrat pripisali temu, da je dobil "nekaj škodljivega" (nocuum quoddam), se pravi, da je bil zastrupljen. Trije od domnevnih storilcev so bili obsojeni: Graman je bil obglavljen v Öttingu, drugi obtoženec, ki v virih ni imenovan, je pobegnil v Italijo, Radpurc, ki je veljal za načrtovalca zarote, pa je bil obešen v Aiblingu. Timothy Reuter vidi v sodnem procesu proti Odi pridih čarovništva in črne magije. Zastrupljanja in čarovništvo sta bila zločina, ki so ju v srednjeveški Evropi pripisovali predvsem ženskam.
V začetku leta 899 je klan Konradinov pod vodstvom nadškofa Hattosa iz Mainza na tajnih pogajanjih v St. Goaru v odsotnosti  neozdravljivo bolnega cesarja poskušal doseči priznanje Arnulfovega mladoletnega sina Ludvika. Cilj priznanja je bil odstaviti kralja Cventibolda, ki bi kot učinkovit vladar zmanjšal vpliv Konradinov na mladoletnega kralja Ludvika. Na skrivaj so se dogovorili, da bodo ukrepali proti Cventiboldu. 
Poleti 899 je hudo bolni cesar z ladje v Mauternu oblegal upornega Isanriha, sina mejnega grofa Ariba. Isanrih je sklenil pakt z Moravci in s tem sprožil Arnulfovo intervencijo. Ariba so ujeli, a je uspel pobegniti k Moravcem. Arnulf se je nato vrnil v Regensburg, kjer je ostal do svoje smrti.

### Smrt in dedovanje
Arnulf je umrl v starosti okoli 50 let po več kapeh 8. decembra 899. Teorijo, postavljeno pred letom 1945, da so imeli Karolingi dedno bolezen, odgovorno za propad dinastije, je ovrgel Achim Thomas Hack.
Dan cesarjeve smrti in kraj njegovega pokopa sta zapisana zelo različno. Datum smrti je zelo pomemben za liturgično spominjanje mrtvih. V Reichenauu naj bi bil dan Arnulfove smrti 14. julij, kar Franz Fuchs pripisuje zamenjavi Arnulfa z bavarskim vojvodom z enakim imenom. V knjigi mrtvih sv. Maksimina v Trierju so zapisali, da je umrl 17. avgusta. Po poročilu Regina Prümskega za leto 899 je Arnulf umrl 29. novembra in bil pokopan v Öttingu (Alötting). Večina južnonemških osmrtnic kot dan smrti omenja 8. december, s čimer se strinja tudi Franz Fuchs. V St. Emmeramu so  od poznega srednjega veka do razpustitve samostana obletnico Arnulfove smrti praznovali 27. novembra. Fuchs to utemeljuje s tem, da je bil v 14. stoletju v ustreznem nekrologu prvotni datum, 8. december, s praskanjem dokazljivo izbrisan in na njegovo mesto kot dan smrti vstavljen 27. november. Reorganizacija spomina na Arnulfa sega v čas opata Alberta von Schmidmühlena (1324–1358). Fuchs meni, da je bil Arnulf pokopan v sv. Emmeramu, ker je sočasna navedba bavarskega nadaljevalca Fuldskih letopisov bolj verodostojna zaradi njihove prostorske bližine. Poleg tega v Altöttingu nikoli niso zahtevali, da bi bil vzhodnofrankovski cesar pokopan tam. Arnulf je bil, tako kot drugi vzhodnofrankovski Karolingi, pokopan v najbližjem častitljivem samostanu.
Arnulfova vdova Oda očitno ni imela večjega političnega vpliva. Po njegovi smrti je samo enkrat posredovala glede Ludvikovih diplom.  Po Arnulfovi smrti je znano samo eno njeno bivališče: Ötting. Kraj njenega pokopa ostaja neznan.
Osem tednov po Arnulfovi smrti je bil 4. februarja 900 v Forchheimu šestletni Ludvik izvoljen in okronan za vzhodnofrankovskega kralja. V Loreni se je leta 899/900 plemstvo odcepilo od Cventibolda in se pridružilo kralju Ludviku. Avgusta 900 je bil Cventibold ubit v bitki pri Meusi. Ludvik Otrok je bil pod popolnim vplivom plemiške frakcije okoli Hatta iz Mainza. Thilo Offergeld v svoji študiji Ludvikovih listin ni mogel najti nobenega znaka neodvisne vladarske dejavnosti mladega kralja. Z Ludvikovo smrtjo 24. septembra 911 se je vladavina Karolingov v Vzhodni Frankovski končala.

## Ime
Arnulfov vzdevek Koroški je povezan z njegovim vzponom na prestol, ki se je začel v Karantaniji. S Karantanijo je bil tesno povezan celo svoje življenje. Ime Koroška v 9. in 10. stoletju ni obstajalo. Pokrajina se je takrat imenovala Karantanija. V Koroško se je preimenovala šele v visokem srednjem veku. V sodobnih virih se Arnulf večkrat omenja kot vojvoda Karantanije. Salzburški letopisi ga imenujejo tudi Arnolf Karantanski.
Ime Arnolf/Arnulf se je pojavilo že v 5. stoletju in pomeni "orel volk". Prvi nosilec imena med Karolingi je bil kanonizirani škof Arnulf iz Metza.
Oblika imena Arnolf se pojavlja v 90 odstotkih kraljevih dokumentov, medtem ko se različica Arnulf pojavlja le v šestih odstotkih. V preostalih štirih odstotkih se oblika Arnolf pojavlja v uvodih protokolarnih delih listin (intitulatio), različica Arnulf pa v zaključnih delih listin na mestu za podpise (subscriptio), pečate (signum) in datum. Podobna pogostost rabe obeh imen je tudi v zgodovinopisju. Notker iz St. Gallena je uporabljal tudi obliko Arnold. 
Diplomati Theodor von Sickel, Engelbert Mühlbacher in Paul Fridolin Kehr so dajali prednost Arnolfu, ki je bolj skladen z dokumenti, sredi 20. stoletja pa je prevladovala oblika Arnulf. Od objave Knjige Karolingov Rudolfa Schiefferja leta 1992 je v študijah začela prevladovati oblika Arnolf.

## Zapuščina

### Zgodnji srednji vek
Po tradicionalnem mnenju raziskovalcev je pisanje od Ludvika Nemškega dalje na splošno postalo manj pomembno za vladanje in kot sredstvo komuniciranja. Kapitularji kot pomembni dokumenti za organiziranje oblasti so v Vzhodnofrankovskem cesarstvu takrat izginili in niso bili nadomeščeni s čim drugim. V nasprotju s tem splošnim mnenjem sta David Steward Bachrach in Bernard S. Bachrach v nedavni študiji dokazala, da so se pozni karolinški vladarji v Vzhodnofrankovskem cesarstvu intenzivno zanašali na pisne dokumente, zlasti tiste, povezane z davki.
Vzhodnofrankovski Karolingi niso o sebi dajali skoraj nobenih izjav. Eden od redkih virov podatkov o njihovi samopodobi so diplome, ki so jih sicer oblikovali kanclerji in ne kralji sami, a vseeno najbolje izražajo vladarjevo samopodobo. V uvodih dokumentov je vedno  poudarjena vladarjeva skrb za podrejene in lojalne ter dolžnost velikodušnosti do njih. Za razliko od Karla Velikega in Ludvika Pobožnega Arnulf ni imel sodobnega biografa. 
Iz dvanajstih let Arnulfovega vladanja se je ohranilo 176 dokumentov, kar pomeni v povprečju 14,8 na leto. Za Karolinga je število razmeroma veliko. Iz petdesetletne  vladavine Ludvika Nemškega so se ohranili malo več kot štirje dokumenti na leto, iz vladavine Karla Plešastega pa vsaj dvanajst.  Pod Arnulfovim naslednikom Ludvikom Otrokom se je število diplom močno zmanjšalo. Iz dvanajstih let njegove vladavine je na voljo samo 77 listin.
Leto 887 je sodobno zgodovinopisje dojemalo kot globoko prelomnico. Z Arnulfovim prihodom na oblast se je glavni sklop Fuldskih letopisov prenehal pisati in smrt Karla III. le nekaj mesecev pozneje ni več omenjeno. Za bistveni vir podatkov za Arnulfovo vladavino zato velja tako imenovano "regensburško nadaljevanje" Fuldskih letopisov, ki zajema obdobje od leta 882 do 897 ali 901/902. Kronika Regina Prümskega zajema obdobje od Kristusovega rojstva do leta 906. Za podatke tega lotarinškega kronista o Arnulfovi vladavini se mora upoštevati prostorsko oddaljenost in bolj zahodno usmerjen prikaz dogodkov. Na začetku Arnulfove vladavine je bila leta 888/889 napisana zgodovinopisna pesnitev neznanega saškega avtorja, znanega kot Poeta Saxo. Pesnik je Arnulfu kot vladarju pripisoval posebne lastnosti zaradi njegovega imena, enakega imenu škofa Arnulfa iz Metza iz karolinške rodbine. V pesnitvi je izrazil upanje na dolgo Arnulfovo vladavino in se spominjal Karla Velikega, ki je podvojil velikost imperija.
Arnulfov ciborij je edini ohranjeni zgodnjesrednjeveški "potujoči oltar" in  eden od najpomembnejših primerov poznega karolinškega zlatarstva. Napis, ki Arnulfa omenja kot kralja (rex), kaže, da je bil napisan pred njegovim kronanjem za cesarja, to je med letoma 887 in 896. Umetnostni zgodovinarji zaradi slogovnih posebnosti domnevajo, da bi ciborij lahko bil izdelan že okoli leta 870. Naročnik bi lahko bil tudi Karel Plešasti.
Približno petdeset let po Arnulfovi smrti je italijanski zgodovinar Liutprand Kremonski napisal Knjigo maščevanja (Liber antapodoseos). Delo sega v 80. leta 9. stoletja in podrobno obravnava tudi zadnjega karolinškega vladarja Arnulfa Koroškega. Za Liutpranda je bil Arnulf tipičen tiran, ki je posiljeval nune in skrunil ženske in cerkve. Liutprand v svoji Antapodozi posveča posebno poglavje Arnulfovi smrti, ki se mu zdi sramotna, in cesarjevo hudo bolezen razlaga kot pravično povračilo nebeškega sodnika za brezbožna dejanja. Arnulfova smrt naj bi bila božja kazen tudi zato, ker je v Evropo poklical Madžare.

### Visoki in pozni srednji vek
Liudprandova zgodba o Arnulfovi sramotni smrti je postala v poznosrednjeveških zgodovinah Martina von Troppaua, Vincenta von Beauvaisa in Thomasa Ebendorferja splošna resnica. Po Liber Augustalis Benvenuta Imolskega, dokončani leta 1387, so Arnulfa živega zgrizle uši. V opatiji sv. Emerama menihi niso mogli verjeti v tako strašno smrt pobožnega cesarja, saj so ga od začetka 11. stoletja slavili kot drugega ustanovitelja svojega samostana. To je pripeljalo do tega, da je avtor srednjevisokonemške cesarske kronike, napisane sredi 12. stoletja, verjel, da je bil Arnulf sodobnik svetega Emerama.  Z Liudprandovim opisom Arnulfove smrti se je še v začetku 17. stoletja zelo strokovno ukvarjal kartuzijanski menih Franz Jeremias Grienewaldt. V opatiji sv. Emerama so se Arnulfa spominjali na dan njegove smrti do razpustitve samostana leta 1810. 
Konec 15. stoletja je Andreas von Regensburg opisal Arnulfa kot "najslavnejšega vladarja v Evropi" (Arnolfus regum Europe famoissimus). Sodba je naletela na odobravanje kasnejšega bavarskega zgodovinopisja.

### Sodobnost

#### Zgodovina raziskav
Karolinške vladavine v Vzhodnofrankovskem cesarstvu v starejših raziskavah srednjega veka skorajda niso dojemali kot samostojno obdobje. Arnulfova vladavina je dolgo veljala za obdobje zatona v primerjavi s obdobjem Karla Velikega ali za uvod v nastanek "nemškega" cesarstva. Maximilian von Gagern je leta 1837 objavil prvo biografsko poročilo z naslovom Arnulfi imperatoris vita ex annalibus et diplomatis conscripta (Življenje cesarja Arnulfa, zapisano iz letopisov in diplom).  Za cesarjevo biografijo je zaradi obilice podrobnosti še vedno nenadomestljiva tridelna Zgodovina Vzhodnofrankovskega cesarstva Ernsta Dümmlerja. Dümmler je postopal strogo kronološko in celovito ovrednotil pisne vire za vsako leto posebej. Njegova podrobna predstavitev je bila morda eden od razlogov, da zgodovinarji več kot sto let skorajda niso raziskovali druge polovice 9. stoletja. Dümmler je Arnulfu pred tem leta 1853 posvetil svojo disertacijo De Arnulfo Francorum rege commentatio historica (Zgodovinski komentar o Arnulfu, kralju Frankov). 
Nemška zgodovinska znanost je v sestavi in poreklu revolucionarjev leta 887 prepoznala nemško nacionalno čustvo. Martin Lintzel je letu 887 pripisal velik pomen za začetek nemške zgodovine. Dolgo se je razpravljalo o tem, ali je pobuda za odstavitev Karla III. prišla od samega Arnulfa ali iz vzhodnofrankovskega plemstva. Leta 1941 je Walter Schlesinger v leipziškem habilitacijskem predavanju Cesar Arnulf in nastanek nemške države Karolingu pripisal pomembno vlogo na poti od frankovske k nemški zgodovini. Po Schlesingerjevem mnenju bi Arnulf zaradi skromnega izhodiščnega položaja v Karantaniji sam težko postal kralj. Velikaši so v virih jasno opisani kot Franki, Sasi in Turingijci ter Bavarci in Alemani. Schlesinger je v Arnulfovem odmiku od Zahodnofrankovskega cesarstva videl "nemško nacionalno zavest". Takratne razmere je opisal z besedami: "Nemška ljudska zavest se je pripravljala na oblikovanje nemške države".  Schlesinger se je izrecno obrnil proti Gerdu Tellenbachu, ki je še nedavno zastopal drugačen pogled na gonilne sile in se odzval na Schlesingerjevo predavanje v časopisu Historischen Zeitschrift. V 9. stoletju je tudi Tellenbach videl "nemško idejo […] v nastajanju".  V Arnulfu ni videl tujca brez možnosti, temveč bolj uspešnega vojskovodjo. Arnulf je veliko dosegel s svojim napredovanjem do Rena, s čimer je odvrnil Karla III. od nadaljnjih premikov. Tellenbach ni bil prepričan, da bi lahko Sasi, Franki in Alemani takrat že izoblikovali enotno ali celo skupno voljo.  Namesto tega je predvideval, da so  Arnulfa postopoma priznala "plemena ali člani plemen".  Kasnejše razprave so se nagibale k Tellenbachovemu stališču.
Od 70. let prejšnjega stoletja so študije Joachima Ehlersa, Bernda Schneidmüllerja in Carlricharda Brühla o začetkih nemške in francoske državnosti vedno bolj utrjevale stališče, da "nemškega cesarstva" ni ustvaril en sam izjemen dogodek, ampak je nastalo kot  posledica daljšega razvoja, ki se je začel v 9. stoletju in se na nekaterih področjih ni dokončal niti v 11. in 12. stoletju. Hkrati je Schlesingerjeva teza o dinamiki zgodnjenemške etnije, ki je delovala od konca 9. stoletja, danes zastarela.
8. decembra 1999 je minilo 1100 let od Arnulfove smrti. Ob tej priložnosti je od 9. do 11. decembra 1999 v Regensburgu potekal znanstveni kolokvij o cesarju Arnulfu in Vzhodnofrankovskem cesarstvu. 14 konferenčnih prispevkov je bilo objavljenih leta 2002 z dvema dodatnima esejema Franza Fuchsa in Petra Schmida. Po mnenju Rudolfa Schiefferja (2002) Arnulf ni bil začetnik nemške zgodovine in ga ni mogoče šteti za "enega njenih zavestnih pionirjev".

#### Spomini na Arnulfa na Koroškem
Na Gosposvetskem polju 10 km severno od Celovca še vedno stoji dvojni Vojvodski prestol, najbolj znan srednjeveški spomenik v Avstriji. Prestol je imel pomembno vlogo v tretjem delu obreda ustoličevanja koroških vojvod, saj je na njem novi vojvoda potrdil fevde svojim vazalov. S sedeža na hrbtni strani je delil fevde koroški palatinski grof. Pri tem povezava običaja z Arnulfom ni zadovoljivo utemeljena.
V lokalni koroški tradiciji velja Možberk (nemško Moosburg) za rojstni kraj karolinškega vladarja. Robert Svetina je tam leta 1988 uredil muzej Karolingov. Leta 1992 je bil ustanovljen Moosburger Hefte, "časopis za negovanje spomina na koroškega cesarja Arnulfa". Tudi za to tradicijo ni zgodovinske utemeljitve. V Možberku vsako leto julija poteka festival Kaiser Arnulf. V Celovcu se trg pred koroško deželno vlado imenuje Arnulfplatz.

## Predniki
|  |                  |  |  |  |  |  |  |  |  |  |  |  |  |  |  |  |
|  | Karel Veliki     |  |  |  |  |  |  |  |  |  |  |  |  |  |  |  |
|  |                  |  |  |  |  |  |  |  |  |  |  |  |  |  |  |  |
|  |                  |  |  |  |  |  |  |  |  |  |  |  |  |  |  |  |
|  | Ludvik Pobožni   |  |  |  |  |  |  |  |  |  |  |  |  |  |  |  |
|  |                  |  |  |  |  |  |  |  |  |  |  |  |  |  |  |  |
|  |                  |  |  |  |  |  |  |  |  |  |  |  |  |  |  |  |
|  | Hildegarda       |  |  |  |  |  |  |  |  |  |  |  |  |  |  |  |
|  |                  |  |  |  |  |  |  |  |  |  |  |  |  |  |  |  |
|  |                  |  |  |  |  |  |  |  |  |  |  |  |  |  |  |  |
|  | Ludvik Nemški    |  |  |  |  |  |  |  |  |  |  |  |  |  |  |  |
|  |                  |  |  |  |  |  |  |  |  |  |  |  |  |  |  |  |
|  |                  |  |  |  |  |  |  |  |  |  |  |  |  |  |  |  |
|  | Ermengarda       |  |  |  |  |  |  |  |  |  |  |  |  |  |  |  |
|  |                  |  |  |  |  |  |  |  |  |  |  |  |  |  |  |  |
|  |                  |  |  |  |  |  |  |  |  |  |  |  |  |  |  |  |
|  | Karlman Bavarski |  |  |  |  |  |  |  |  |  |  |  |  |  |  |  |
|  |                  |  |  |  |  |  |  |  |  |  |  |  |  |  |  |  |
|  |                  |  |  |  |  |  |  |  |  |  |  |  |  |  |  |  |
|  | Velf             |  |  |  |  |  |  |  |  |  |  |  |  |  |  |  |
|  |                  |  |  |  |  |  |  |  |  |  |  |  |  |  |  |  |
|  |                  |  |  |  |  |  |  |  |  |  |  |  |  |  |  |  |
|  | Ema              |  |  |  |  |  |  |  |  |  |  |  |  |  |  |  |
|  |                  |  |  |  |  |  |  |  |  |  |  |  |  |  |  |  |
|  |                  |  |  |  |  |  |  |  |  |  |  |  |  |  |  |  |
|  | Hedvika Bavarska |  |  |  |  |  |  |  |  |  |  |  |  |  |  |  |
|  |                  |  |  |  |  |  |  |  |  |  |  |  |  |  |  |  |
|  |                  |  |  |  |  |  |  |  |  |  |  |  |  |  |  |  |
|  | Arnulf Koroški   |  |  |  |  |  |  |  |  |  |  |  |  |  |  |  |
|  |                  |  |  |  |  |  |  |  |  |  |  |  |  |  |  |  |
|  |                  |  |  |  |  |  |  |  |  |  |  |  |  |  |  |  |
|  | Eberhard Koroški |  |  |  |  |  |  |  |  |  |  |  |  |  |  |  |
|  |                  |  |  |  |  |  |  |  |  |  |  |  |  |  |  |  |
|  |                  |  |  |  |  |  |  |  |  |  |  |  |  |  |  |  |
|  | Liutsvinda       |  |  |  |  |  |  |  |  |  |  |  |  |  |  |  |
|  |                  |  |  |  |  |  |  |  |  |  |  |  |  |  |  |  |
|  |                  |  |  |  |  |  |  |  |  |  |  |  |  |  |  |  |